# Aspalathus pumila
Aspalathus pumila är en ärtväxtart som beskrevs av Rolf Martin Theodor Dahlgren. Aspalathus pumila ingår i släktet Aspalathus och familjen ärtväxter. Inga underarter finns listade i Catalogue of Life.